# Siedlungsplatz Kamen-Westick
Der Siedlungsplatz Kamen-Westick ist ein bedeutender archäologischer Fundplatz am Westfälischen Hellweg. Es handelt sich um einen Ort, in dem es wahrscheinlich eine kontinuierliche Besiedlung vom Neolithikum über die Römerzeit bis ins karolingische Mittelalter gab. Die Fülle und Qualität der einheimischen sowie römischen Funde sind einzigartig.
1910 entdeckten der Heimatforscher Otto Prein und ein Mitstreiter in der Flur Am beilaufenden Turm erste Funde römischer Keramik. Bis 1918 blieb der Fundplatz auf Bitten Preins geheim. Ab 1920 wurden in großer Zahl weitere Funde gemacht, die Prein zu der Einschätzung brachten, hier sei ein weiteres römisches Militärlager gewesen. Dabei ließ er sich allerdings in erster Linie von modernen militärtechnisch-strategischen Sichtweisen leiten, die für die Interpretation der Funde ungeeignet waren. Erste wissenschaftliche Sondagegrabungen erfolgten im Dezember 1926 durch Archäologen des Gustav Lübcke-Museums in Hamm. Leiter der Ausgrabungen war Ludwig Bänfer, später August Stieren. Zwischen 1927 sowie zwischen 1930 und 1935 erfolgten großflächige Ausgrabungen. Allein 1935 legte man eine Fläche von 4000 m² frei. 1930 veröffentlichte Prein eine erste Studie, 1936 wurde ein Plan publiziert. Im Zentrum der Aufmerksamkeit standen zwei große Pfostenbauten. Die Funde gelangten zum überwiegenden Teil in die Museen von Kamen und Hamm.
Problematisch für die Forschung ist, dass die germanischen und mittelalterlichen Funde bislang nicht publiziert wurden, auch die römischen Funde wurden erst 1970 durch Helmut Schoppa beschrieben. Da die reiche Vergesellschaftung von Funden verschiedener Kulturen eine generelle Datierung auch über den Fundplatz Kamen-Westick erleichtern würde, fehlt eine Bearbeitung der Funde besonders. Bislang erlaubten die publizierten Funde einzig die Feststellung einer zögerlichen römischen Besiedelung ab dem zweiten Jahrhundert, die ihren Höhepunkt im vierten Jahrhundert erreichte. Wegen des Baues einer Kläranlage wurden 1998 im Seseke-Körne-Winkel nach langer Zeit neue Grabungen durchgeführt. Im Zuge des Baus wurden auch unbeobachtet Befunde zerstört, aus dem erhaltenen Aushub konnten jedoch diverse, auch qualitativ hochwertige, Funde geborgen werden. Bei der bis 2001 unter der Leitung von Philipp R. Hömberg durchgeführten Grabung wurden neben Gruben und Pfostenlöchern diverse weitere Funde aus der späten römischen Kaiserzeit und der Karolingerzeit geborgen. Zudem wurde ein dritter großer Pfostenbau entdeckt. 2001 wurden bei Ausgrabungen am Körnebach Reste der Uferbefestigung aus Holz gefunden, die sich im Faulschlamm erhalten hatten. Die ebenfalls hier in größerer Zahl gefundenen Gruben standen wohl im Zusammenhang mit der Verhüttung von Buntmetallen. Eine Notbergung aufgrund der Renaturierung des Körnebaches im Jahr 2004 erbrachte weitere Funde.
Die römische Keramik erreicht mit etwa 30 % einen Höchstwert in der Germania magna. Terra Sigillata und Terra Nigra kommen fast nicht vor, Kochtöpfe und Krüge bestimmen das Befundbild. Hinzu kommen zahlreiche Fragmente von Hohlgläsern, Fibeln und spätantiken Gürtelbeschlägen. Helmut Schoppa interpretierte die Funde dahingehend, dass es sich nicht um Spuren einer römischen Ansiedlung handelt, sondern um Handelsware oder Rückstromgut von Beutezügen ins römische Germanien. Diese Sichtweise gilt mittlerweile als stark umstritten. Bei den Grabungen zwischen 1998 und 2004 wurden etwa 2000 Reste keramischer Gefäße aus der jüngeren Kaiserzeit sowie aus dem Frühmittelalter gefunden. Besser als die Keramik sind bislang die Funde aus Metall untersucht worden, wenngleich auch hier bislang nur wenige Stücke restauriert wurden. Insgesamt wurden etwa 1500 Artefakte aus Metall geborgen, etwa 1000 davon waren Münzen, die einen Zeitraum vom späten ersten bis ins sechste Jahrhundert umfassen. Während vor allem die frühkaiserzeitlichen Münzen aufgrund der langen Umlaufzeit für Datierungen post quem kaum brauchbar waren, sorgt vor allem die für Westfalen vergleichsweise große Zahl an merowingischen Münzen für Erkenntnisgewinn. Es spricht vieles dafür, dass der Siedlungsplatz zu dieser Zeit im Bereich des Hellwegs von besonderer Bedeutung war. Die restlichen metallenen Artefakte bestehen unter anderem aus Fibeln. Heraus ragen einige Bleifunde sowie eine Franziska (Art Wurfbeil). Von besonderer Bedeutung für die Annahme einer kontinuierlichen Besiedelung des Fundplatzes sind die wenigen Funde aus dem fünften und sechsten Jahrhundert. Hierbei handelt es sich um einige Münzen sowie um eine Vogelfibel und einen vergoldeten Beschlag im Nydamstil. Der Beschlag wird auf die Zeit um das Jahr 400 datiert, zwei spätere Durchbohrungen sprechen allerdings für eine längere sekundäre Nutzung. Reckteck- und Emaillebeschläge sprechen für eine Besiedelung bis ins neunte Jahrhundert. Spätestens aber um das Jahr 900 wurde die Siedlung aufgegeben. Bis ins 20. Jahrhundert wurde das Gebiet nun nur noch landwirtschaftlich genutzt.
Der Siedlungsplatz Kamen-Westick im Seseke-Körne-Winkel gehört zu den Bodendenkmälern des Landes Nordrhein-Westfalen in Kamen.